# Cerro Blanco, Santiago Tuxtla
Cerro Blanco är en ort i Mexiko.   Den ligger i kommunen Santiago Tuxtla och delstaten Veracruz, i den sydöstra delen av landet, 400 km öster om huvudstaden Mexico City. Cerro Blanco ligger 424 meter över havet och antalet invånare är 247.
Terrängen runt Cerro Blanco är huvudsakligen kuperad, men västerut är den platt. Cerro Blanco ligger uppe på en höjd. Runt Cerro Blanco är det ganska tätbefolkat, med 139 invånare per kvadratkilometer. Närmaste större samhälle är San Andres Tuxtla, 14,9 km öster om Cerro Blanco. Omgivningarna runt Cerro Blanco är en mosaik av jordbruksmark och naturlig växtlighet.